# Lista das autoestradas da França
Esta é uma página só com a  Lista das Autuestradas da França

Símbolo das auto-estradas

## De A1 a A9

A1

- A1 (E15 E17 E19) - Autoroute du Norte : Paris Porte de la Chapelle <> Lille Sul -  214 Km
- A2 (E19); Combles <>  Bélgica - 85 Km
- A3 (E15); Paris  Porte de Bagnolet <> A1 a Garonor - 17 Km
- A4 (E25 E50)  Autoestrada do Leste;  Paris Porte de Bercy <> Estrasburgo - 480 Km
- A5 (E17 E54);  Vert-Saint-Denis <> Langres - 225 Km
- A6 (E15 E21 E60) - Autoroute du Soleil : Paris Porte d'Italie <> Lyon Perrache - 455 Km
- A7 - Autoroute du Soleil : Lyon Perrache <> Marseille Saint-Charles - 314 Km
- A8 (E74 E80) - La Provençale : La Fare-les-Oliviers <>  Itália - 225 Km
- A9 (E15 E80) - La Languedocienne : Orange <> Narbona & La Catalane :  Narbona ou  Orange <>  Espanha - 285 km

## De A10 a A19

A10

- A10 (E5) - L’Aquitaine : Paris (Wissous) <> Bordeaux (Lormont) - 557 Km
- A11 (E50 E501 E60) - L’Océane : Ponthévrard <> [[Nantes] - 225 km
- A12 : Rocquencourt <> Trappes -  11 km
- A13 (E5 E46) - Autoroute de Normandie :  Paris Porte d’Auteuil <> Caen - 225 Km
- A14 : Paris La Défense <> Orgeval - 15.9 km
- A15 : Villeneuve-la-Garenne <> Cergy-Pontoise - 31 Km
- A16 (E40 E401 E402 E44) - L’Européenne : L'Isle-Adam  <>  Bélgica - 311 Km
- A19 (E511) - L'Éco Autoroute : Sens <> Artenay - 130 Km

## De A20 a A29
- A20 (E9) -  L’Occitane : Vierzon <> Montauban - 425 Km
- A21 (E17) - La Rocade Minière : Liévin <> Douchy-les-Mines - 57 Km
- A22 : Villeneuve-d'Ascq <>  Bélgica - 20 Km
- A23 : Villeneuve-d'Ascq <> Valenciennes — 50 Km
- A25 (E42) : Lille <> Bergues - 60 Km
- A26 (E15 E17 E50 ) - Autoroute des Anglais : Troyes <> Calais  - 405 Km
- A27 (E42) : Villeneuve-d'Ascq <>  Bélgica - 16 Km
- A28 (E44 E402 E502) - Autoroute du Pique-Prune : Abbeville <> Tours - 387 Km
- A29 (E44 E402) : Le Havre <> Saint-Quentin - 268 Km

## De A30 a A39
- A30 : Uckange <> Longwy -  40 Km
- A31 (E17 E21 E23 E25 E60 E54) : Beaune <>  Luxemburgo - 350 Km
- A33 (E23) : Nancy-Hudiviller <> [Lunéville]] - 30 Km
- A34 (E46) : Reims <> Charleville-Mézières - 75 Km
- A35 (E25 E60) Autoroute des Cigognes :  Alemanha <>  Suíça  - 30 Km
- A36 (E54 E60) - La Comtoise : Ladoix-Serrigny <>  Alemanha - 235 Km
- A38 : Pouilly-en-Auxois <> Dijon - 42 Km
- A39 - Autoroute Verte : Dijon-Est <> Bourg-en-Bresse - 150 Km

## De A40 a A49
- A40 (E21 E25 E62) ou Autoroute Blanche : Mâcon <> Chamonix (Tunnel du Mont-Blanc) para  Itália - ?
- A41 (E70 E712) : Genebra  Suíça  <> [Grenoble]] - 118 Km
- A42 (E61 E611) : Lyon <> Bourg-en-Bresse - 42 Km
- A43 (E70) - Autoroute de la Maurienne : Lyon - Tunnel du Fréjus - 127 km
- A45 : Lyon <> Saint-Étienne - 48 km
- A46 (E15 E70) : desvio de Lyon por Leste - ?
- A47 (E70) : Givors <> Saint-Étienne - 29 km
- A48 (E711) : Lyon <> Grenoble - ?
- A49 (E713) : Grenoble <> Valence - 79 km

## De A50 a A59
- A50 : Marselha <> Toulon
- A51 (E712) - Autoroute du val de Durance : Marselha <> Gap e Claix <> Col du Fau - 26 Km
- A54 (E80 E714) : Nîmes <> Salon-de-Provence - ?

## De A60 a A69

Autoroutes A60-A69

- A61 (E80) - Autoroute des Deux Mers : Narbona-Sud (A9) <> Toulouse-Sud ; Secção Este -  ?
- A62 (E72) - Autoroute des Deux Mers : Toulouse-Nord <> Bordeaux — ; Secção Oeste - ?
- A63 (E5 E70 E80) - Autoroute de la Côte Basque : Bordeaux << Bayonne >> Biriatou  Espanha - ?
- A64 (E80) - La Pyrénéenne : Toulouse-Ouest <> Briscous
- A65 (E7) -  Autoroute de Gascogne : Langon (A62 depuis Bordeaux) << Mont-de-Marsan >> Pau (A64) - ?
- A66 - L'Ariégeoise : Toulouse-Sud <> Pamiers-Sud - ?
- A68 - L'autoroute du pastel : Toulouse-Nord <> Albi - ?

## De A70 a A79
- A71 (E9 E11) -  L’Arverne : Orléans <> Clermont-Ferrand - 290 Km
- A72 (E70) : Saint-Étienne <> Balbigny (A89) - 55 km
- A75 (E11) - La Méridienne : Clermont-Ferrand (A71) <> Béziers - ?
- A77 - Autoroute de l’Arbre : Rosiers (A6) <> Nevers - ?
  - Em projectada A79 - La Cévenole : Aeroporto de Lyon-Saint-Exupéry (A432) <> Narbona (A9/A61)

## De A80 a A89
- A81 (E50) - L'Armoricaine : Le Mans (A11) <> La Gravelle  - 93 Km
  - Em Projecto A82 - La Bretonne : Nantes <> Brest
- A83 (E03) - Autoroute des Estuaires Nantes <> Fontenay-le-Comte & Vendéenne : Nantes <> Niort-Est (A10) - 152 Km
- A84 - Autoroute des Estuaires : Caen <> Rennes - 170 Km
- A85 (E60 E604) : Corzé (A11) <> Theillay (A71) - 206 Km
- A86 -  Le Superpériphérique: cintura de Paris
- A87 : (A11) Angers <> La Roche-sur-Yon - 129 Km
- A88 : Caen <> (A 28) Sées
- A89 (E70) - La Transeuropéenne: Bordeaux <> Lyon - 487 Km

## De A100
Trata-se de autoestradas de ligação entre duas autoestradas ou uma ligação a uma autoestrada